# Centre de linguistique appliquée de Dakar
Das Centre de linguistique appliquée de Dakar (französisch für Zentrum für angewandte Linguistik von Dakar), abgekürzt CLAD, ist ein Sprachinstitut, das insbesondere Bedeutung für die Normierung der Rechtschreibung der Sprache Wolof besitzt. Es wurde 1963 gegründet.
Das Institut befindet sich in Dakar (Senegal) und gehört zur Universität Cheikh Anta Diop.